# Андерссон, Ли
Ли Си́грид А́ндерссон (швед. Li Sigrid Andersson; род. 13 мая 1987, Турку, Финляндия) — финский политический и государственный деятель. Бывший председатель партии «Левый союз» (2016—2024). Депутат Европейского парламента с 2024 года, член группы «Левые в Европейском парламенте – GUE/NGL». Член городского совета Турку с 2012 года. В прошлом — депутат эдускунты (парламента Финляндии) (2015—2024), министр образования Финляндии (2019—2023).

## Биография
Родилась 13 мая 1987 года в Турку в семье этнических шведов: художника и скульптора Яана-Эрика Андерссона (род. 1954) и журналистки Сив Скогман (Siv Skogman).
В 2010 году она окончила со степенью магистра политологии Академию Або, где изучала международное право, права человека и вопросы беженцев. Прошла курсы русского языка и культуры.
В 2012 году вышла написанная ей и двумя соавторами — Микаэлем Брунилой (Mikael Brunila) и Даном Койвулааксо — книга о крайне правом экстремизме и популизме в Финляндии «Крайне правое движение в Финляндии» (Äärioikeisto Suomessa); презентации этой книги неоднократно срывали представители описанных в ней ультраправых движений.
По её собственным воспоминаниям, когда ей было 16 лет, она решила вступить в молодёжную организацию «Левого союза» после чтения газетных статей Пааво Архинмяки, который в тот период руководил этой организацией. В 2011 году стала председателем молодёжной организации «Левого союза».
Баллотировалась на муниципальных выборах 2008 года в городской совет Турку, не была избрана. На муниципальных выборах 2012 года впервые избрана в городской совет Турку. Переизбиралась на выборах в 2017 и 2021 годах.

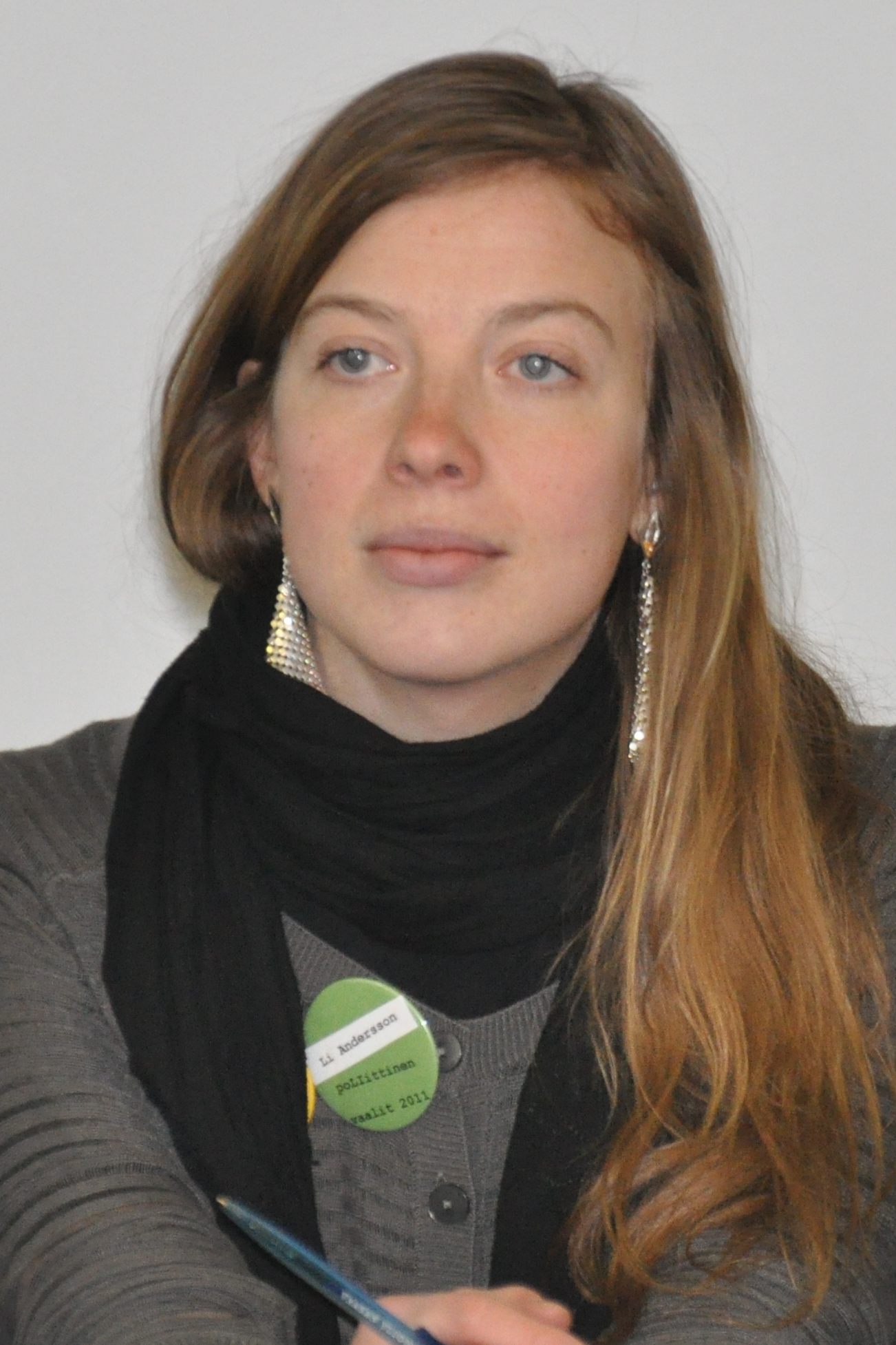
Ли Андерссон в 2011 году

Баллотировалась на парламентских выборах 2011 года, не была избрана. На парламентских выборах 2015 года была избрана депутатом эдускунты от избирательного округа Варсинайс-Суоми, после выборов была избрана заместителем председателя парламентской группы «Левого союза». Член парламентского комитета по вопросам культуры. Переизбиралась на парламентских выборах 2019 года и парламентских выборах 2023 года.
В феврале 2016 года 28-летняя Андерссон заявила о намерении баллотироваться на пост председателя партии «Левый союз» и на неофициальных выборах 6 июня 2016 года получила 3913 (61,85 %) голосов, после чего другие кандидаты сняли свои кандидатуры. На партийном съезде, проходившем в Оулу, 11 июня 2016 года Андерссон была избрана председателем (лидером) партии, сменив на этом посту Пааво Архинмяки. По словам Андерссон, целью партии является превращение Финляндии «в общество, в котором потребности граждан и права человека важнее денег».

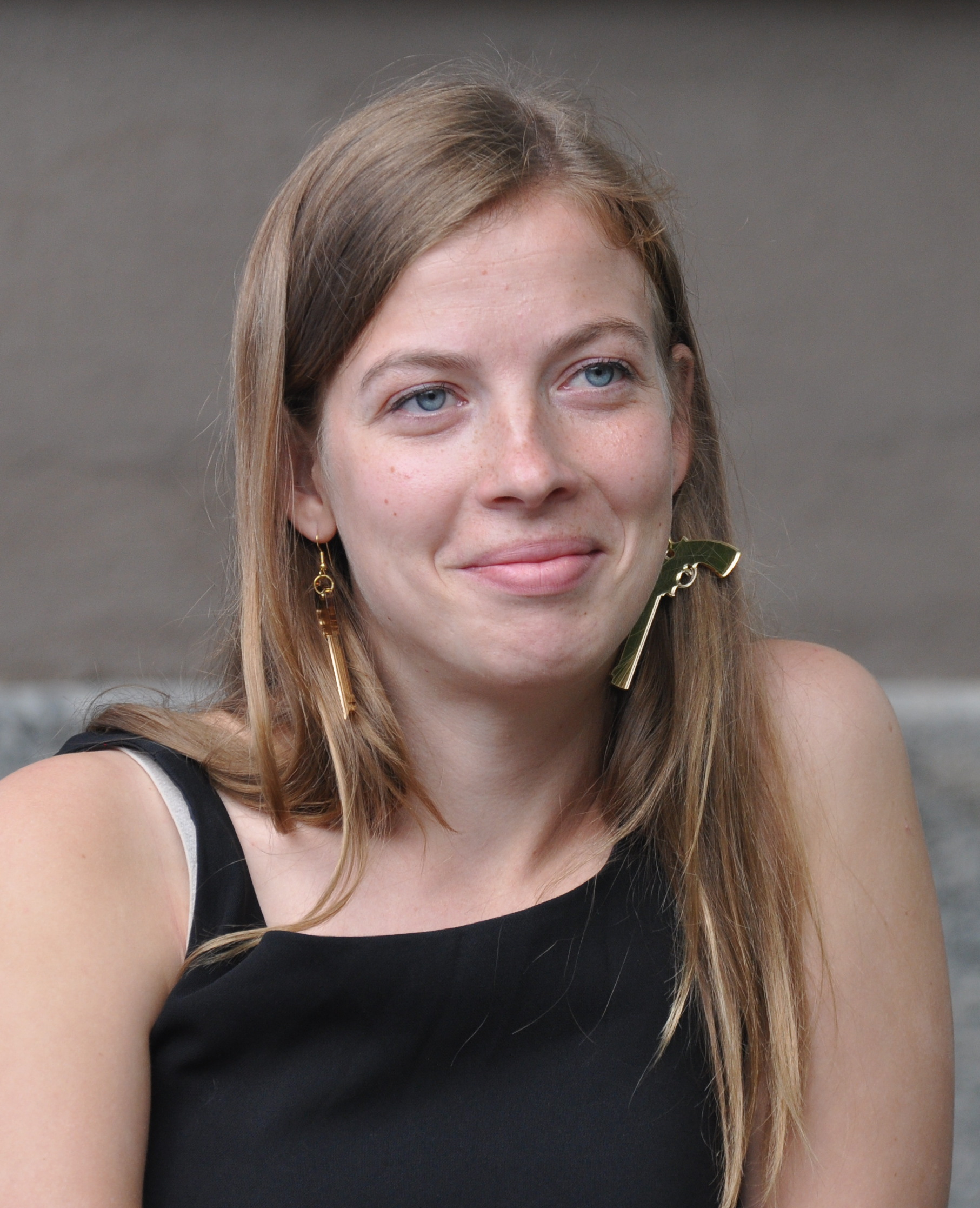
Ли Андерссон в 2014 году

В ноябре 2019 года была переизбрана председателем партии, при этом других претендентов на этот пост не было. 11 июня 2022 года на партийном съезде в Пори переизбрана вновь без конкурентов.
6 июня 2019 года получила портфель министра образования в правительстве под руководством премьер-министра Антти Ринне, 10 декабря — в правительстве под руководством премьер-министра Санны Марин. 17 декабря 2020 года ушла в декретный отпуск и родила дочь в начале января 2021 года. 29 июня 2021 года вернулась в правительство из отпуска. 20 июня 2023 года правительство Марин ушло в отставку.
На первых региональных выборах 23 января 2022 года, Ли получила больше всего голосов, если учитывать абсолютное количество. Она баллотировалась в регионе Варсинайс-Суоми и набрала почти 7800 голосов.
Представляла свою партию на президентских выборах 28 января 2024 года, набрав 158 328 (4,88 %) голосов и опередив выдвинутую социал-демократами Ютту Урпилайнен.
5 марта 2024 года объявила, что уйдёт осенью с поста председателя партии «Левый союз». На тот момент в опросах общественного мнения её чаще всего (порядка 25% опрошенных) называли самой компетентной из лидеров всех партий страны.
По результатам выборов 9 июня 2024 года избрана депутатом Европейского парламента с самым высоким количеством голосов (247 604) в истории европейских выборов в стране. Её партия практически утроила свой результат (с 6,89% до 17,32% и с 1 до 3 евродепутатов). Стала председателем Комитета по занятости и социальным вопросам (EMPL).

## Политические взгляды

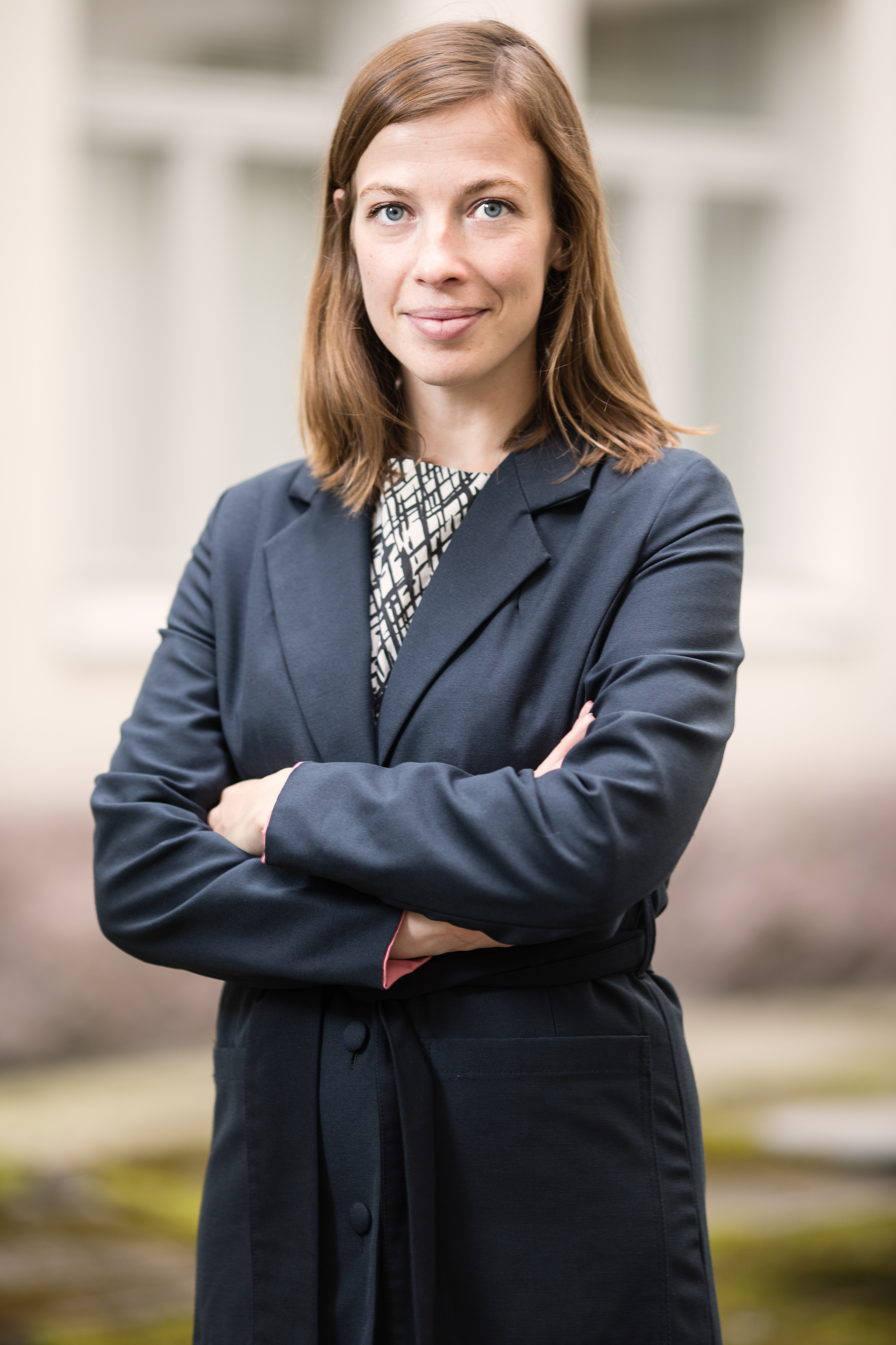
Ли Андерссон в 2019 году

Андерссон говорит, что она социалистка, которая считает, что между рабочим классом и капиталом не только всё ещё существуют разногласия, но и антагонистические противоречия. Она также марксистка, чьей главной ценностью является свобода. По её словам, разница между «Левым союзом» и «Зелёными» заключается, в том числе, во взаимоотношениях с профсоюзным движением. В 2018 году Андерссон предложила ввести четырёхдневную рабочую неделю или шестичасовой рабочий день.  
В области образования Андерссон поддерживает обязательное преподавание второго национального языка и предложила заменить религиозное образование либо общеобразовательным предметом, либо факультативным религиозным образованием для всех.
Андерссон поддерживает призыв на военную службу женщин и усиление мер кризисного реагирования Сил обороны. Она также выступала за либерализацию визового режима с Россией, рассматривая это как средство против российского авторитаризма. Андерссон написала предисловие к книге Надежды Толоконниковой «Путеводитель Pussy Riot по активизму» (Bazar Books, 2019). После развязывания РФ полномасштабной войны против Украины отстаивает гуманитарную и военную поддержку украинцев, помощь в восстановлении страны и списание её внешнего долга, как и санкции против «теневого флота» РФ. Она выступила против вхождения в группу «Левые в Европейском парламенте – GUE/NGL» евродепутатов, оправдывающих российское вторжение, вроде Клэр Дэйли и Союза Сары Вагенкнехт.
Она говорит, что понимает акции и нападения «Гринпис» на зверофермы и гражданское неповиновение. Андерссон считает, что животные обладают индивидуальностью, и стремится к веганству. Она также поддерживает декриминализацию каннабиса.

## Личная жизнь
Андерссон живёт незарегистрированным браком с бывшим хоккеистом Юхой Пурсиайненом (род. 1982) в Турку. Их первый ребёнок, дочь, родилась в начале января 2021 года.